# Michiel Nouts (kunstschilder)

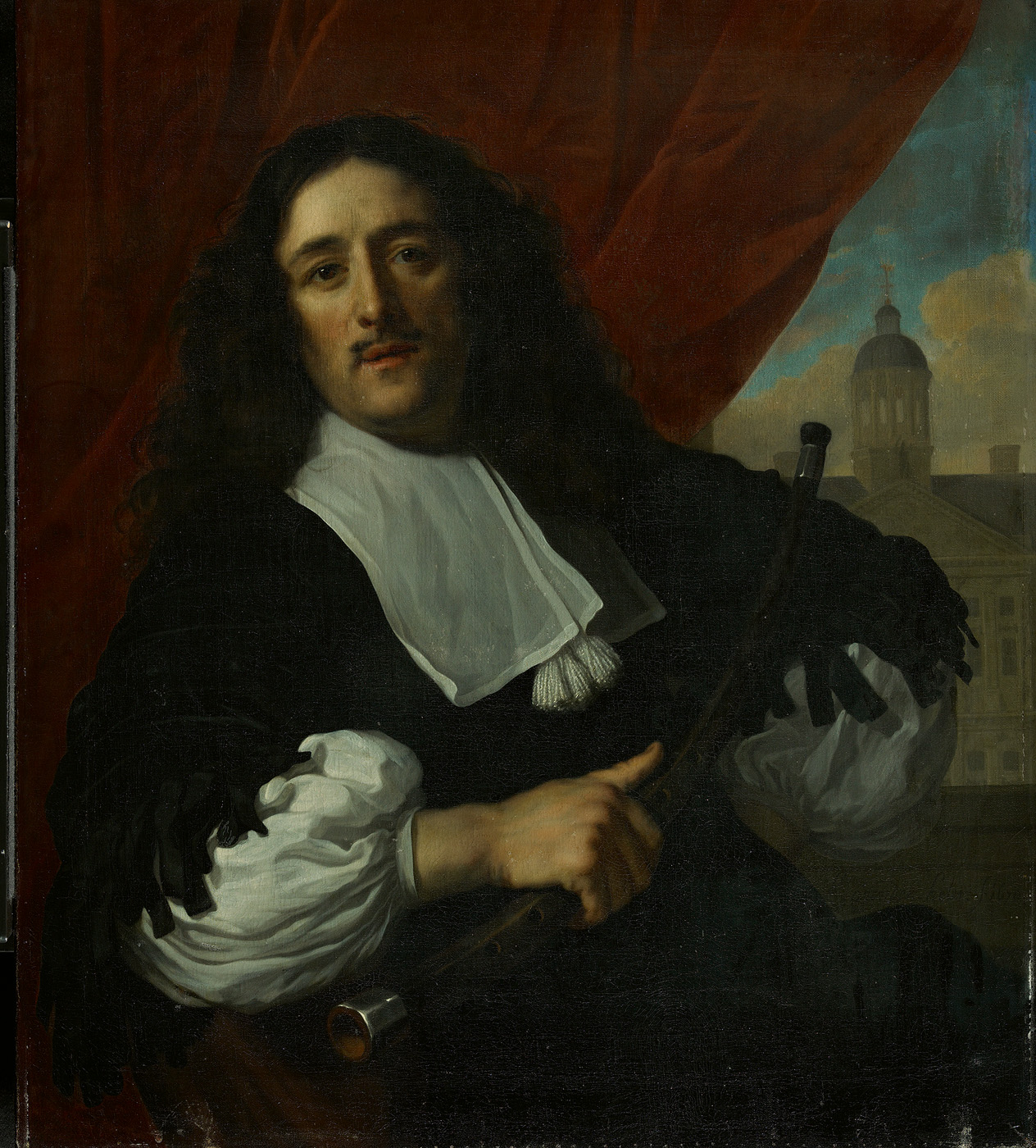
Michiel Nouts, portret uit 1670 door Lodewijk van der Helst. Op de achtergrond van dit portret is het Stadhuis op de Dam zichtbaar, waar Nouts beiaardier was. Amsterdam Museum

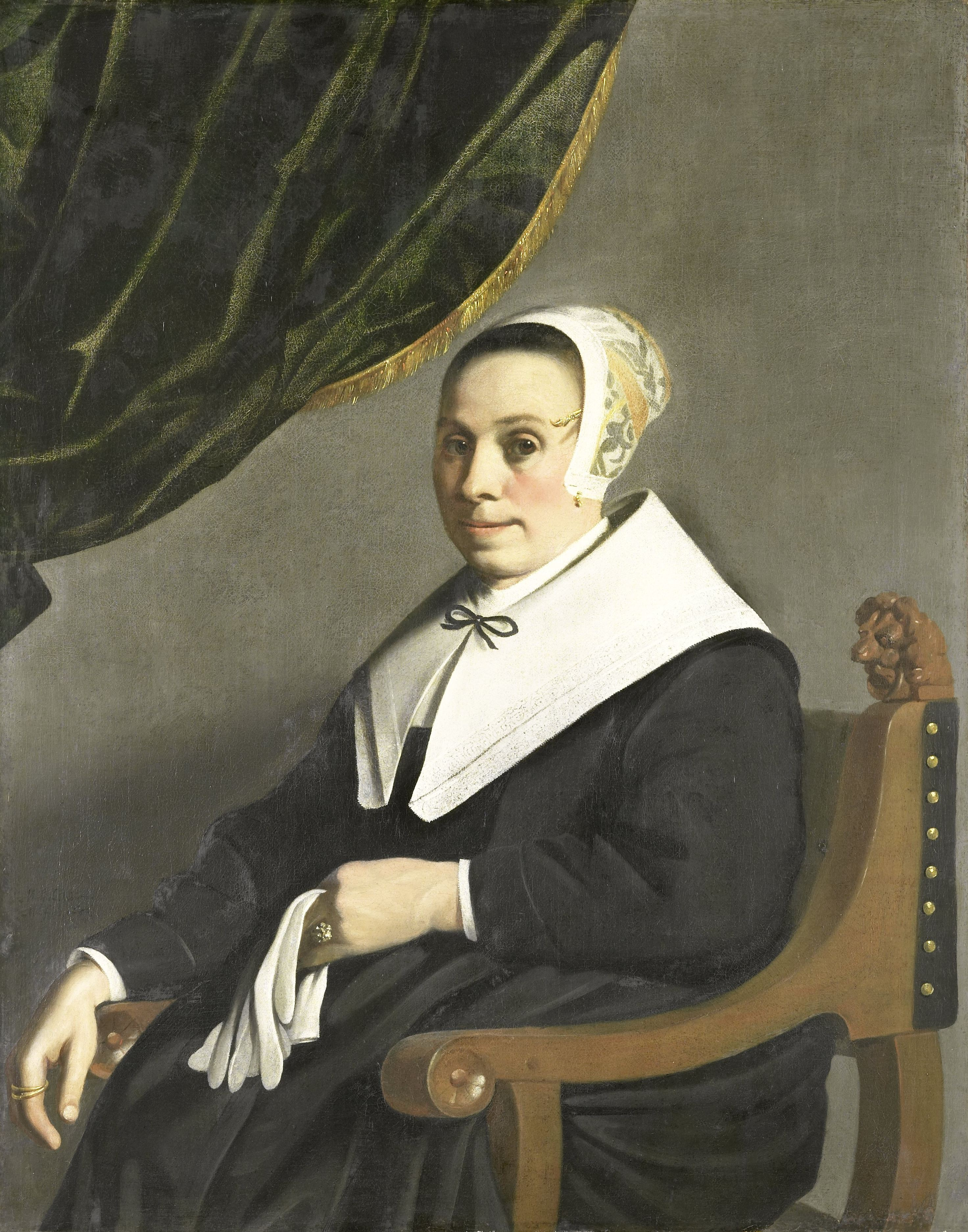
Portret van een vrouw (1656), het enige werk dat met zekerheid aan Nouts kan worden toegeschreven. Rijksmuseum Amsterdam

Michiel Servaesz. Nouts of Nuyts (Delft, gedoopt 13 april 1628 - Amsterdam, begraven 13 juli 1693) was een Nederlands kunstschilder en stadsspeelman van Amsterdam.

## Nouts als kunstschilder
Nouts heeft mogelijk een tijd als schilder in Delft gewerkt voordat hij naar Amsterdam trok. Zijn schilderstijl zou beïnvloed kunnen zijn door de in Delft actieve schilder Vermeer.
Het Rijksmuseum in Amsterdam heeft een schilderij van Nouts in bezit, Portret van een vrouw (1656). Het olieverfschilderij is ondertekend door Nouts en is het enige werk dat met zekerheid aan hem kan worden toegeschreven. De geportretteerde vrouw is mogelijk Nouts eerste echtgenote, Marritje Eduwarts van Uytrecht.
In de National Gallery in Londen is een schilderij van een gezin uit ongeveer 1655 dat aan hem wordt toegeschreven. Dit is echter niet met zekerheid, maar op basis van de overeenkomst in schilderstijl met het portret in het Rijksmuseum.

## Nouts als beiaardier
In 1659 werd Nouts, "bequaem in de musicq", tot klokkenist van het Stadhuis op de Dam aangesteld. Hij werd ook benoemd tot tonnist (iemand die met metalen pennen op de speeltrommel de kwartiermelodieën aangeeft) en later tot stadsspeelman van Amsterdam. Totdat het Hemony-carillon van het Stadhuis in 1666 klaar was, viel hij in als klokkenspeler in de Zuidertoren. Naast het bespelen van de carillons van het Stadhuis en de Zuidertoren, verzorgde hij ook het onderhoud van de uurwerken van de Beurs, de Jan Roodenpoortstoren, de Haringpakkerstoren en de Montelbaanstoren.
Lodewijk van der Helst, zoon van Bartholomeus van der Helst, schilderde een portret van Nouts in 1670 dat nu in bezit is van het Amsterdam Museum. Op de achtergrond van dit portret is het Stadhuis zichtbaar, waar Nouts beiaardier was. Dat dit schilderij Nouts voorstelt is overigens pas eind 19e eeuw vast komen te staan.

## Leven en familie
Nouts was vernoemd naar zijn grootvader Michiel Nouts, die rond 1610 vanuit Antwerpen naar Delft trok en daar actief was als pottenbakker. Zijn vader Servaes Nouts was ook kunstschilder. In 1656 trok hij naar Amsterdam, waar hij in eerste instantie als muzikant op bruiloften speelde om de kost te verdienen. Een jaar later verkreeg hij poorterrechten en trouwde met Marritje Eduwarts van Uytrecht. Het echtpaar woonde aan de Raamgracht. Marritje overleed in 1665 en werd begraven in de Zuiderkerk.
In de periode 1658-1662 veranderde Nouts zijn achternaam in Nuyts, mogelijk om geassocieerd te worden met het Amsterdamse regentengeslacht Nuyts.
Na de dood van Marritje ging het financieel achteruit met hem, en moest hij verhuizen naar de veel mindere Korte Koningsstraat. Van de stad kreeg hij 275 gulden per jaar voor het bespelen van de klokken van het Stadhuis, veel minder dan andere kunstenaars kregen. Nouts protesteerde tegen zijn ongelijke behandeling en wist in 1669 betere betaling voor elkaar te krijgen. Datzelfde jaar huwde hij opnieuw, met een meisje uit de Korte Koningsstraat, Gesina Gerritsdr Vos. Ze woonden in de Wolvenstraat. Hoewel Gesina 20 jaar jonger was, overleefde ze hem met maar vier maanden.
- Biografisch Portaal: 87029529
- RKD-Nederlands Instituut voor Kunstgeschiedenis: 60031
- Union List of Artist Names: 500026828
- Virtual International Authority File: 95847316